# They Are Billions
They Are Billions ist ein Echtzeit-Strategiespiel mit Survival-Elementen, das von Numantian Games entwickelt wurde. Das Spiel wurde erstmals im Dezember 2017 als Early-Access-Version für Microsoft Windows veröffentlicht und im Juni 2019 in der Vollversion veröffentlicht. Es ist auch für PlayStation 4 und Xbox One verfügbar.

## Spielprinzip
In They Are Billions übernimmt der Spieler die Rolle eines Kommandanten, der eine Siedlung in einer postapokalyptischen Steampunk-Welt aufbauen und verteidigen muss. Das Besondere am Spiel ist, dass die Welt von unzähligen, infizierten Zombies überrannt wird, die in riesigen Horden angreifen. Die Zombies sind hochgradig infektiös, daher muss der Spieler seine Siedlung so effizient wie möglich aufbauen und verteidigen, um eine Ausbreitung der Infektion zu verhindern.
Das Spiel besteht aus zwei Hauptmodi: Im Aufbauspiel-Modus muss der Spieler Ressourcen sammeln, Gebäude errichten, Technologien erforschen und seine Siedlung entwickeln, um eine blühende Kolonie zu schaffen. Im Überlebensmodus muss der Spieler seine Siedlung gegen regelmäßige Zombie-Angriffe verteidigen und die Zombies davon abhalten, in die Basis einzudringen und die Kolonisten zu infizieren.

## Besonderheiten
They Are Billions zeichnet sich durch mehrere besondere Merkmale aus:
- Horden von Zombies: Das Spiel kann tausende von Zombies gleichzeitig auf dem Bildschirm darstellen, was zu intensiven und chaotischen Schlachten führt.

- Permadeath-System: Wenn die Basis des Spielers von den Zombies überrannt wird, ist das Spiel vorbei und der Spieler muss von vorne beginnen.

- Zufallsgenerierte Karten: Die Spielkarten werden zufällig generiert, was jedes Spiel einzigartig macht und den Wiederspielwert erhöht.

## Entwicklung
They Are Billions wurde von Numantian Games entwickelt, einem unabhängigen Entwicklerstudio mit Sitz in Spanien. Das Spiel wurde erstmals im Dezember 2017 als Early Access-Version auf Steam veröffentlicht und erhielt im Laufe der Entwicklung regelmäßige Updates und Erweiterungen. Im Juni 2019 wurde das Spiel schließlich in der Vollversion veröffentlicht und erhielt positive Kritiken für seine einzigartige Mischung aus Echtzeit-Strategie und Survival-Spiel.

## Rezeption
PC Games lobte das spannende Spielprinzip, kritisiert jedoch die Kampagne ohne Handlung.

„Knallharte Echtzeitschlachten gegen Zombiemassen, mit gut verzahntem Basisbau & Wirtschaftssystem. Toller Survivalmodus, schwache Kampagne“